# Tolkconsole

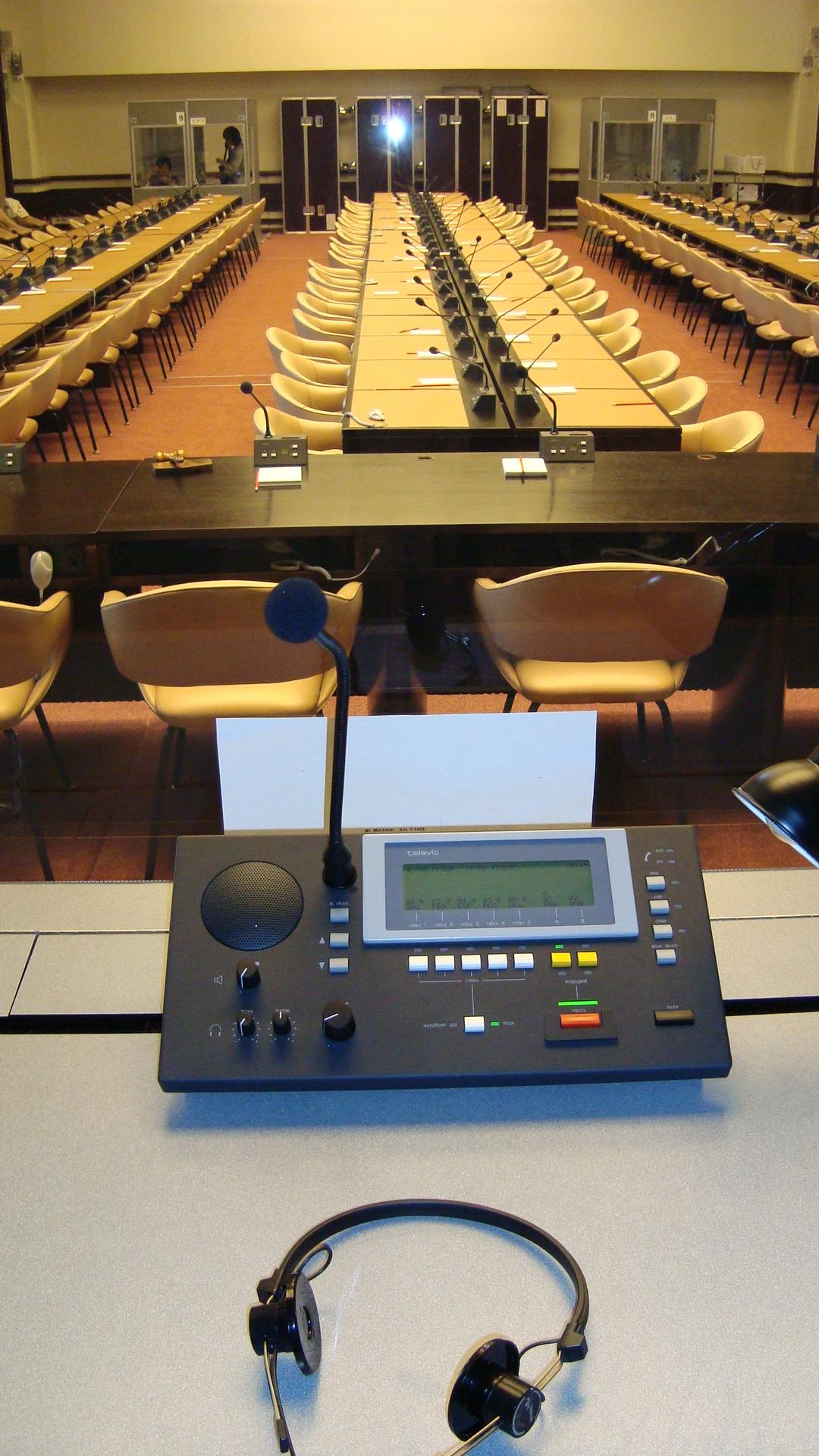
Een Televic-tolkconsole

Een tolkconsole of tolkpost is een toestel waarmee conferentietolken simultaan tolken in een tolkcabine tijdens onder andere vergaderingen, conferenties en congressen. Het toestel bestaat steeds uit een microfoon, een koptelefoon, knoppen om de bronkanalen te kiezen en relais in te stellen, een mute- of kuchknop en een luidspreker. Verschillende bedrijven maken tolkconsoles. Er bestaan strikte ISO-normen (ISO 20109) voor deze apparatuur.